# تفسير المنتخب
تفسير المنتخب أحد كتب تفسير القران الكريم المعاصرة، ألفه لجنة من علماء جامعة الأزهر الشريف، وطبعه المجلس الأعلى للشؤون الإسلامية في مصر، وهو من طبع مؤسسة الأهرام.

## عن الكتاب
تفسير المنتخب قام على تأليفه لجنة من علماء الأزهر، وهو من التفاسير المختصرة الميسرة، التي قصد بها تقريب معاني كتاب الله تعالى لعامة الناس، شأنه في ذلك شأن التفسير الميسر المطبوع في المدينة المنورة، ومن قبله تيسير الكريم الرحمن في تفسير كلام المنان لمؤلفه عبد الرحمن السعدي، ومن قبله تفسير الجلالين للسيوطي والمحلي. تفسير المنتخب يُعد التفسير من التفاسير الجيدة النافعة الميسرة.

## مميزات الكتاب
يمتاز التفسير بأنه وضع بأسلوب عصرى سهل واضح العبارة وجيز لا يخل ولا يمل، ويخلو التفسير مما كثر في تفاسير السابقين من الخلافات المذهبية، والمصطلحات الفنية والحشو، والتعقيدات اللفظية. كما يخلو من كثير مما في تفاسير السابقين من قصص أو ما يشبه الأساطير والحكايات والإسرائيليات. روعي في التفسير أن يكون في مقدور العلماء باللغات الأجنبية من أبناء العربية نقل معانى القرآن وترجمتها إلى تلك اللغات الاجنبية. وكل آية في التفسير وُضع لها تفسيرها بازائها حسب الأرقام الواردة في المصحف فالآية رقم (1) تفسيرها تحت نفس الرقم، والآية رقم (2) تفسيرها تحت هذا الرقم (2) وهكذا. وقد يلحق بتفسير بعض الآيات اشارات بالهامش تتعلق بالمعنى العام للآية أو لإيضاح لفظ أو لبيان مسألة من المسائل تترتب على المعنى المفهوم من اللفظ أو الآية على وجه العموم.

## وصلات خارجية
- تحميل تفسير المنتخب المكتبة الشاملة
- تحميل تفسير المنتخب المكتبة الوقفية
- رابط تفسير المنتخب المكتبة الشاملة